# Garri Kimowitsch Kasparow
Garri Kimowitsch Kasparow (russisch Га́рри Ки́мович Каспа́ров, wiss. Transliteration Garri Kimovič Kasparov, kroatisch Gari Kimovič Kasparov, * 13. April 1963 als Garik Weinstein in Baku) ist ein sowjetischer bzw. russischer Schachweltmeister und Schachbuchautor armenischer und jüdischer Abstammung. Er wuchs in Aserbaidschan auf. 2014 nahm er die kroatische Staatsbürgerschaft an.
Kasparow war von 1985 bis 1993 offizieller Weltmeister des Weltschachbundes FIDE. Nachdem er sich 1993 von dieser Organisation im Streit getrennt hatte, blieb er noch bis 2000 der vom Großteil der Schachwelt anerkannte Träger dieses Titels. Am 10. März 2005 beendete Kasparow, an der Spitze der Weltrangliste stehend, offiziell seine professionelle Schachkarriere. Er gilt als einer der stärksten Spieler der Schachgeschichte.
Seit dem Rückzug vom Schach ist Kasparow als russischer Oppositionsaktivist tätig. Er war Vorsitzender der Vereinigten Bürgerfront und gründete unter anderem das oppositionelle Bündnis „Das andere Russland“, das mit der Begründung, es handele sich um keine Partei, nicht zu den Parlaments- und Präsidentschaftswahlen 2007/2008 zugelassen wurde. Am 13. Dezember 2008 gründete er zusammen mit Boris Nemzow die außerparlamentarische Oppositionsbewegung Solidarnost.
Im Juni 2013 erklärte er, Russland für die weitere Zukunft aus Angst vor Verfolgung verlassen zu haben. Nach seiner Flucht lebte er mit seiner Familie in New York City in den USA. 2014 erlangte er die kroatische Staatsbürgerschaft und unterhält seitdem einen Wohnsitz in Podstrana nahe Split.

## Schachkarriere

### Kindheit und Jugend

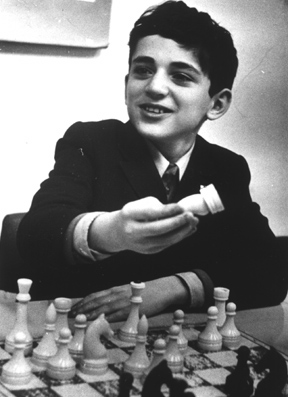
Kasparow im Alter von 11 Jahren.

Kasparow wurde am 13. April 1963 als Garik Weinstein in Baku geboren. Seine Mutter Klara Schagenowna Kasparjan (1937–2020) war Armenierin und stammte aus Bergkarabach.
Sie war Musiklehrerin. Sein jüdischer Vater Kim Moissejewitsch Weinstein (1931–1971) spielte Violine und war der Bruder des aserbaidschanischen Komponisten Leonid Weinstein. Beide Eltern hatten Hochschulbildung und ließen ihren Sohn bereits frühzeitig eine Atmosphäre von Intellekt und Bildung genießen.
Als Fünfjähriger lernte Kasparow, dessen Muttersprache Russisch ist, von seinem Vater die Schachregeln. In Kasparows eigenen Worten: „Ich hatte noch nie Schach gespielt, aber ich sah gespannt zu, wie sie sich abmühten […] und schließlich resigniert aufgaben. Am nächsten Morgen zeigte ich ihnen den zur Lösung führenden Zug.“ Ab dem siebten Lebensjahr erhielt Garik Weinstein im Palast der Jungpioniere in Baku regelmäßig Schachunterricht.
1971 starb sein Vater im Alter von 39 Jahren an einem malignen Lymphom. Als Kasparow zwölf Jahre alt war, änderte die Mutter seinen Namen von Weinstein in Kasparow, die russifizierte Variante ihres Mädchennamens Kasparjan (armenisch Գասպարյան).

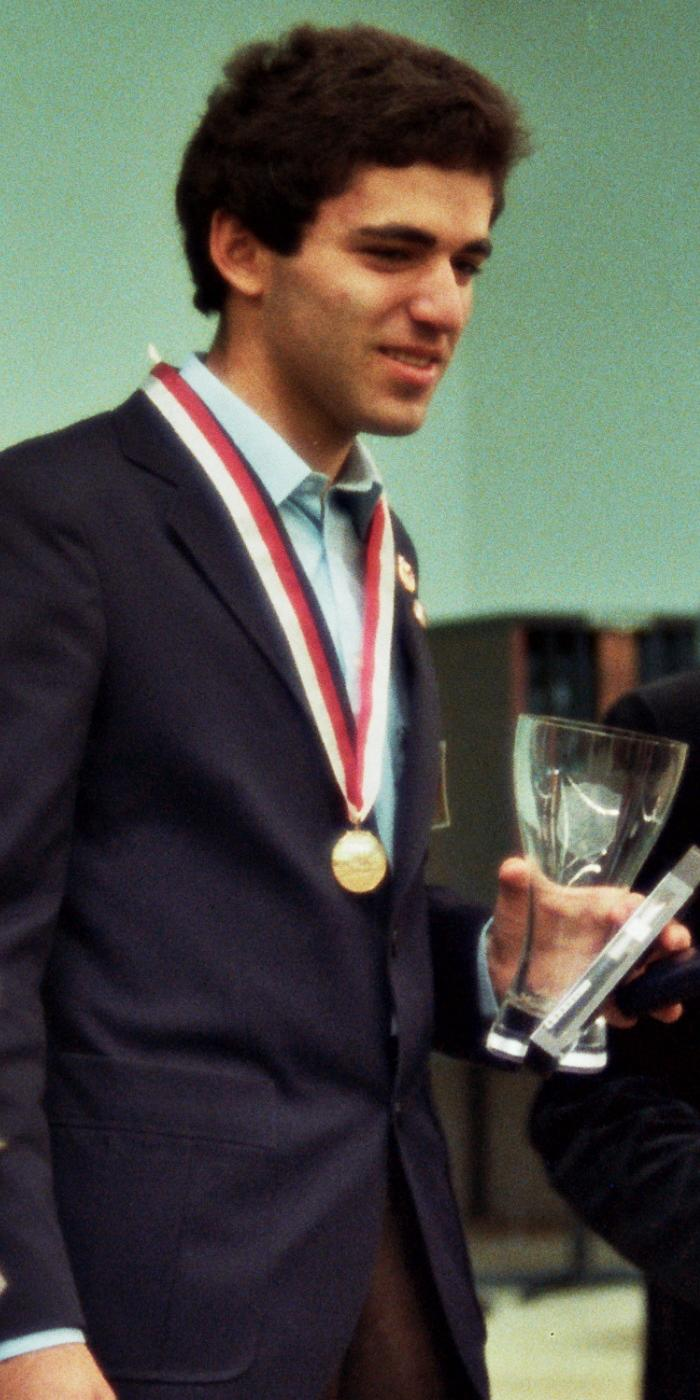
Garri Kasparow als Jugend-Weltmeister 1980

Mit zehn Jahren kam er in die Schachschule des dreimaligen Schachweltmeisters Michail Botwinnik. Dieser wurde Kasparows Schach-Ziehvater und zugleich Vorbild, Trainer und Kritiker. 1976 und 1977 wurde er Juniorenmeister der Sowjetunion. Mit 15 Jahren übernahm Kasparow in der Schachschule schon eine Art Assistentenfunktion und erhielt als Auszeichnung eine Ehrenurkunde des Präsidenten des Obersten Sowjets der Aserbaidschanischen SSR.
1979 erhielt Kasparow den Titel Internationaler Meister. Bereits 1980 erhielt der damals 17-Jährige den Titel eines Großmeisters verliehen, noch im selben Jahr gewann er in Dortmund überlegen die Jugend-Weltmeisterschaft. Der einflussreiche aserbaidschanische Politiker Heydər Əliyev förderte Kasparow ab 1979.

### Der Weg zur Weltmeisterschaft
Der Russe Anatoli Karpow hatte 1975 den Amerikaner Bobby Fischer als Schachweltmeister abgelöst. Der sowjetische Schachverband erwartete, dass die übrigen sowjetischen Schachgroßmeister Karpow in seinen weiteren Weltmeisterschaftkämpfen unterstützten, aber nicht gegen ihn anträten. Dem widersetzte sich der junge Garri Kasparow. Er weigerte sich, seine Schachanalysen Anatoli Karpow für dessen Weltmeisterschaftskampf 1981 gegen Viktor Kortschnoi zur Verfügung zu stellen. Um Kasparow im darauf folgenden Weltmeisterschaftszyklus an der Herausforderung des Weltmeisters Karpow zu hindern, verweigerte man ihm 1983 wegen angeblicher Sicherheitsbedenken die Ausreise zum Match im Kandidatenturnier gegen Viktor Kortschnoi. Damit war Kasparow aus dem Kandidatenturnier zur Herausforderung des Weltmeisters ausgeschieden. Kortschnoi wollte aber nicht kampflos weiterkommen und schlug daher ein neu zu vereinbarendes Match gegen Kasparow vor. Dieses Match kam zustande und wurde von Kasparow überzeugend gewonnen. Damit war der Weg frei für die Weltmeisterschaftskämpfe gegen Anatoli Karpow.

### Weltmeisterschaftskämpfe

#### FIDE-Weltmeisterschaften

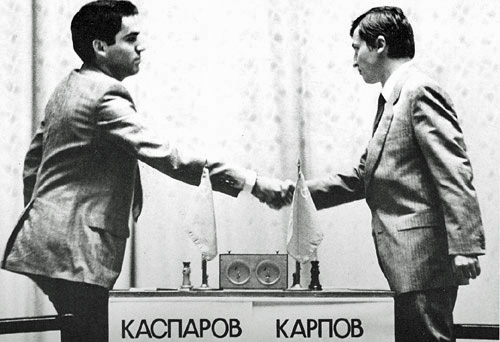
Weltmeisterschaftskampf 1985 gegen Anatoli Karpow.

Kasparow qualifizierte sich in den Kandidatenkämpfen 1983/84 in überzeugender Manier als Herausforderer des Weltmeisters. Im Viertelfinale schlug er in Moskau Alexander Beliavsky mit 6:3, im Halbfinale in London Viktor Kortschnoi mit 7:4 und im Finale in Vilnius Ex-Weltmeister Wassili Smyslow mit 8,5:4,5. Kasparows Wettkampf gegen Anatoli Karpow um die Schachweltmeisterschaft 1984 begann am 10. September 1984 in Moskau. Gespielt wurde nach dem Modus, der seit der Weltmeisterschaft 1978 üblich war: Weltmeister sollte werden, wer zuerst sechs Partien gewonnen hatte, Remispartien zählten nicht. Nachdem Karpow mit 4:0 Siegen in Führung gegangen war, wechselte Kasparow seine Wettkampftaktik. Anstatt weiter ungestüm und erfolglos anzugreifen, spielte er auf Remis und wollte möglichst lange standhalten. Karpow schaffte nach einer langen Remisserie den fünften Sieg, doch dann machten sich Erschöpfungserscheinungen beim Weltmeister bemerkbar. Er baute körperlich wie psychisch immer mehr ab, verlor 11 Kilogramm Gewicht und musste mehrmals ins Krankenhaus eingeliefert werden, während Kasparow fit blieb.

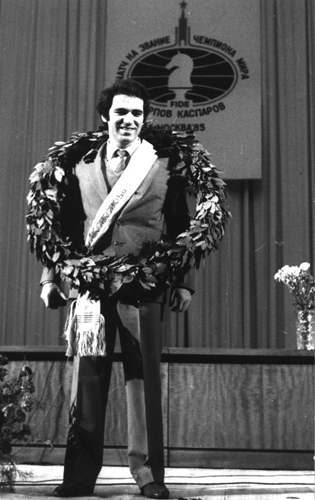
Kasparow bei der Krönungszeremonie zum Weltmeister 1985.

Kasparow verkürzte den Rückstand innerhalb weniger Partien auf 3:5, ehe das Match am 15. Februar 1985 nach 48 Partien mit über 300 Spielstunden ergebnislos abgebrochen wurde. Der Abbruch erfolgte unter bis heute ungeklärten Umständen durch den damaligen FIDE-Präsidenten Florencio Campomanes, der ihn offiziell mit „Rücksichtnahme auf die Gesundheit beider Spieler“ begründete. In seiner Autobiografie Politische Partie von 1987 beschuldigte Kasparow Campomanes, seinen Kontrahenten Karpow und die Schachverantwortlichen der UdSSR des Komplotts gegen ihn. Gleichzeitig gab er aber zu, dass seine Chancen auf den Titel durch den ergebnislosen Abbruch erheblich gestiegen seien. Die FIDE setzte für den Oktober 1985 wiederum in Moskau eine Wiederholung des Wettkampfes unter verändertem Modus an. Die Anzahl Partien war auf 24 begrenzt, Sieger sollte sein, wer als erster 12,5 Punkte erzielte, wobei Remispartien mitzählten. Ein Ergebnis von 12:12 sollte als Titelverteidigung des Weltmeisters gelten. In diesem zweiten WM-Kampf 1985 siegte Kasparow mit 13:11. Damit wurde er am 9. November 1985 der 13. und mit 22 Jahren jüngste Weltmeister der Schachgeschichte.
Garri Kasparow verteidigte seinen WM-Titel in drei weiteren Begegnungen mit Karpow: 1986 kam es in London (die ersten 12 Partien) und Leningrad (die letzten 12 Partien) zu einem Revanchewettkampf, nachdem die FIDE überraschend das 1963 abgeschaffte Revancheprivileg des Weltmeisters wieder eingeführt hatte. Kasparow verteidigte seinen Titel mit 12,5:11,5. 1987 spielten die beiden Kontrahenten ihren Wettkampf in Sevilla: Mit einem Sieg in der 24. Partie gelang Kasparow ein 12:12 und durch den Gleichstand die Titelverteidigung. 1990 war Karpow über die Kandidatenkämpfe erneut qualifiziert. Den je zur Hälfte in New York City und Lyon ausgetragenen Wettkampf gewann Kasparow mit 12,5:11,5.

#### PCA-Weltmeisterschaften

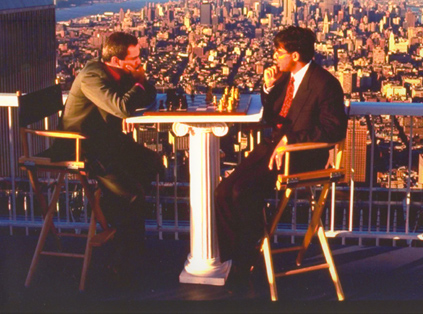
Kasparow bei der WM 1995 gegen Viswanathan Anand. Das Foto entstand auf einer Terrasse von World Trade Center 2, der eigentliche Spielort lag jedoch innerhalb des Gebäudes.

1993 kam es zu Streitigkeiten zwischen Kasparow und der Weltschachorganisation FIDE, die ihm den WM-Titel daraufhin entzog. Kasparow gründete im Anschluss daran mit dem als Herausforderer qualifizierten Großmeister Nigel Short den neuen Verband Professional Chess Association (PCA) und gewann die PCA-Schachweltmeisterschaften 1993 in London gegen Nigel Short (6 Siege, 1 Niederlage, 13 Unentschieden) und 1995 in New York City gegen Viswanathan Anand (4 Siege, 1 Niederlage, 13 Unentschieden).

#### Braingames als „Nachfolger“ der PCA
Die PCA löste sich nach der Ausrichtung der Schachweltmeisterschaft 1995 wieder auf. Dem ebenfalls von Garri Kasparow im April 1998 als Nachfolgeorganisation gegründeten und nur kurzlebigen World Chess Council gelang es nicht, den finanziellen Rahmen für die Durchführung einer Weltmeisterschaft zu sichern. Auch in der Folgezeit fand sich weder eine Organisation noch ein Sponsor, der eine Weltmeisterschaft mit Kasparow ausrichten wollte. Im Jahr 2000 sponserte die Firma Braingames Kasparows letzten Weltmeisterschaftskampf. Zur Überraschung der Schachwelt verlor Kasparow diesen gegen Wladimir Kramnik (2 Niederlagen, 13 Unentschieden). Dennoch dominierte er bis zu seinem Rückzug im Jahr 2005 weiterhin viele Turniere.

#### Die Prager Abmachung von 2002
Im Zuge von Bestrebungen, die beiden konkurrierenden Weltmeistertitel wieder zu vereinigen, trafen sich im Mai 2002 Kasparow, Kramnik und Vertreter der FIDE in Prag und vereinbarten einen Vereinigungsplan, der vorsah, dass Kasparow mit dem Sieger der FIDE-Weltmeisterschaft 2001/2002 in Moskau, Ruslan Ponomarjow, einen Wettkampf bestreiten sollte, dessen Sieger auf den Gewinner von Kramniks Weltmeisterschaftskampf mit dem Sieger aus dem Braingames-Kandidatenturnier – dies wurde Péter Lékó – treffen sollte. Dieser Wettkampf kam aber nicht zustande.

### Wettkämpfe gegen Schachprogramme
Kasparow trat mehrmals in Wettkämpfen mit Turnierbedenkzeit gegen Schachprogramme an. In den 1980er Jahren hatte er behauptet, er werde niemals von einem Schachprogramm besiegt werden. 1989 spielte er gegen den von IBM gebauten Computer Deep Thought zwei Partien, die er beide gewann. 1996 besiegte Kasparow dessen Nachfolger Deep Blue in einem Match über sechs Partien mit 4:2, verlor aber mit der 1. Wettkampfpartie als erster Schachweltmeister überhaupt unter Turnierbedingungen gegen ein Schachprogramm. Im Jahr darauf unterlag Kasparow Deep Blue im Rückkampf mit 2,5:3,5. Kasparow erwog die Möglichkeit, dass unerlaubte menschliche Eingriffe stattgefunden haben könnten. Der Vorwurf war zum Teil darauf begründet, dass IBM ihm damals keinen Einblick in die Computerprotokolle gab. Diese wurden allerdings später veröffentlicht.
Im Jahr 2003 spielte Kasparow zwei Wettkämpfe mit Turnierbedenkzeit gegen PC-Schachprogramme. Der Wettkampf gegen Deep Junior über sechs Partien ging 3:3 aus, die Begegnung mit Deep Fritz über vier Partien endete 2:2.

### Kasparow gegen die Welt
Ein ähnlich medienträchtiges Ereignis war eine Partie „Kasparov versus the World“, die 1999 online über das Internetportal MSN ausgetragen wurde und bei der beide Seiten 24 Stunden Zeit für jeden ihrer Züge hatten. Eine Mannschaft aus den vier jungen Schachtalenten Étienne Bacrot, Florin Felecan, Irina Krush und Elisabeth Pähtz sowie Großmeister Daniel King analysierte und kommentierte die jeweils aktuelle Stellung und machte Zugvorschläge. Jedermann konnte im Internet über den nächsten Zug der Welt-Mannschaft abstimmen, wobei der Zug mit den meisten Stimmen ausgeführt wurde. Die hart umkämpfte Partie endete nach vier Monaten im 62. Zug mit dem Sieg Kasparows.

### Kasparows Rückzug vom Schach
Im November 2004 gewann Kasparow die russische Landesmeisterschaft. Ein für 2003 geplantes Match gegen den damaligen FIDE-Weltmeister Ruslan Ponomarjow kam ebenso wenig zustande wie ein für 2005 geplanter Wettkampf mit dem darauffolgenden FIDE-Weltmeister Rustam Kasimjanov. Kasparow machte für diese Umstände alleine die FIDE verantwortlich und erklärte nach dem Turnier von Linares am 10. März 2005 seinen Rückzug vom professionellen Schach. Er erklärte, dass es ihm mit fast 42 Jahren immer schwerer falle, ein Turnier fehlerfrei durchzuspielen, und dass er fühle, nicht mehr dazuzugehören. Zu dieser Zeit führte Kasparow die Weltrangliste mit einer Elo-Zahl von 2812 Punkten an.
Im Mai 2010 bestätigte Kasparow, seinen Rückzug nicht zu bereuen.

### Spätere Partien, Trainertätigkeit und Schachpolitik
Obwohl sich Kasparow vom Turnierschach zurückgezogen hatte, um sich der Politik in Russland zu widmen, gab er einige weitere publikumswirksame Vorstellungen, so beispielsweise 2009 eine Simultanveranstaltung mit sieben weiteren Schach- und FIDE-Weltmeistern beim 200-Jahre-Jubiläumsturnier der Schachgesellschaft Zürich, wobei er 23 von 25 Punkten holte.
Aus Anlass des 25-jährigen Jubiläums der Schachweltmeisterschaft 1984 spielte Kasparow im September 2009 in Valencia ein Schnell- und Blitzschachmatch gegen Anatoli Karpow. Im Schnellschach gewann Kasparow mit 3:1 (+3 =0 −1), im Blitzschach mit 6:2 (+5 =2 −1). In der Pressekonferenz vor dem Match äußerte er sich zu der über viele Jahre bestehenden Rivalität mit Karpow. Beide hätten sich trotz aller Differenzen in professioneller Hinsicht stets geschätzt. Ihr persönliches Verhältnis habe sich 2007 verbessert, als Kasparow in Russland inhaftiert war und Karpow ihn im Gefängnis besucht habe.
Seit Februar 2009 arbeitete Kasparow mit dem jungen norwegischen Großmeister Magnus Carlsen zusammen, um ihn auf dessen Weg an die Spitze der Weltrangliste zu unterstützen. Es kam im Laufe des Jahres zu mehreren Trainingssitzungen in Moskau, Oslo, Kroatien und Marokko. Darüber hinaus beriet Kasparow Carlsen bei der Turniervorbereitung und gewährte ihm Zugriff auf seine Eröffnungsdatenbank. Um die Kosten für das Training zu decken, standen Carlsen Sponsorengelder in Höhe von 4 Millionen NOK zur Verfügung. 2011 arbeitete Kasparow für eine kurze Zeit auch mit Hikaru Nakamura zusammen. 2009 wurde Kasparow der Titel FIDE Senior Trainer verliehen.
2010 unterstützte Kasparow seinen ehemaligen Rivalen Anatoli Karpow bei dessen letztlich erfolgloser Kandidatur für das Amt des FIDE-Präsidenten. Im Juni 2011 rief er die Kasparov Chess Foundation Europe mit Sitz in Brüssel ins Leben. Die Organisation will das Schulschach in Europa fördern.
Im Oktober 2013 kündigte Kasparow an, 2014 für das Präsidentenamt der FIDE zu kandidieren. Diese Wahl verlor er am 11. August 2014 mit 61 zu 110 Stimmen gegen den bisherigen Amtsinhaber Kirsan Iljumschinow. Am 21. Oktober 2015 gab die FIDE bekannt, dass Kasparow aufgrund seiner Stimmenkauf-Versuche im Vorfeld der Präsidentschaftswahlen 2014 ein zweijähriges Verbot erhalte, Ämter oder Stellen innerhalb des Weltschachbundes zu bekleiden. Der ehemalige Generalsekretär Ignatius Leong, der von Kasparow dem Urteil zufolge eine halbe Million US-Dollar für zehn plus eine Stimmen erhalten hatte, wurde zur gleichen Strafe verurteilt.
Im Juli 2017 wurde bekannt gegeben, dass Kasparow eine Wildcard für das Schnellschach- und Blitzturnier in St. Louis erhielt. Das Turnier, das Teil der Grand Chess Tour 2017 war, wies ein sehr starkes 10-köpfiges Teilnehmerfeld auf, unter anderem Vizeweltmeister Karjakin, Caruana, Nakamura und Aronjan, welcher das Turnier gewann. Es war Kasparows erste Teilnahme an einem Schachturnier unter Wettkampfbedingungen seit seinem Rücktritt 12 Jahre zuvor. Während Kasparow im Schnellschach nur auf einen ernüchternden 8. Platz kam, erreichte er im Blitzschach immerhin ein ausgeglichenes Punktekonto und wurde Fünfter.

### Elo-Entwicklung
Da Kasparow seit seinem Rücktritt 2005 nur Blitz- und Schnellschachpartien gespielt hat, die separat gewertet werden, ist seine Elo-Zahl seit 2005 unverändert bei 2812.
| Die zur Anzeige dieser Grafik verwendete Erweiterung wurde dauerhaft deaktiviert. Wir arbeiten aktuell daran, diese und weitere betroffene Grafiken auf ein neues Format umzustellen. (Mehr dazu) |

## Beitrag zur Entwicklung des Schachs

### Spielstärke
Kasparows Spielstärke ist in der Schachgeschichte herausragend. Kasparows im Jahr 1999 erreichte Elo-Zahl 2851 wurde erst im Dezember 2012 von Magnus Carlsen übertroffen, obwohl die Werte in der Weltspitze fortschreitend anstiegen (Elo-Inflation).
Auch in Ranglisten rückwirkend berechneter historischer Elo-Zahlen stand Kasparow meist an erster Stelle, manchmal an zweiter hinter Bobby Fischer, dem Weltmeister von 1972 bis 1975.

### Spielstil
Kasparows Schachstil ist dynamisch und aggressiv – hierin ähnelt er seinem schachlichen Vorbild Alexander Aljechin, dem Weltmeister von 1927 bis 1935 und von 1937 bis 1946. Aufgrund seines angriffslustigen Schachstils und seines aufbrausenden Temperaments wurde Kasparow in der Schachwelt unter anderem als das „Biest von Baku“ bezeichnet.
Auch für seine hervorragende Vorbereitung auf Zweikämpfe war Kasparow bekannt – hier ähnelte er seinem zweiten Vorbild Michail Botwinnik, dem Weltmeister von 1948 bis 1957, von 1958 bis 1960 und von 1961 bis 1963.

### Eröffnungsvorbereitung
Kasparows Wissen zur Eröffnungstheorie überragte vergleichbare Kenntnisse aller anderen zeitgenössischen Großmeister und früheren Weltmeister. Dadurch erreichte er in seinen Partien überdurchschnittlich oft bereits nach der Eröffnung vorteilhafte Stellungen. Er galt unter anderem als einer der besten Kenner der Najdorf-Variante in der Sizilianischen Verteidigung.
Ein Beispiel für Kasparows Eröffnungsvorbereitung ist das von ihm selbst entwickelte Kasparow-Gambit, das ihm einen wichtigen Sieg im Weltmeisterschaftskampf gegen Anatoli Karpow 1985 einbrachte. In seinen Weltmeisterschaftskämpfen gegen Karpow entwickelte sich in mehreren Eröffnungen, darunter der Grünfeld-Indischen Verteidigung, ein über viele Partien andauernder theoretischer Disput, der viel zur Weiterentwicklung der Varianten beitrug. Daneben wandte Kasparow gelegentlich aber auch weniger populäre Eröffnungen an, um seine Gegner zu überraschen. So besiegte er 1995 Viswanathan Anand mit dem fast vergessenen Evans-Gambit in nur 25 Zügen. Im Weltmeisterschaftskampf gegen Wladimir Kramnik im Jahr 2000 gelang es ihm jedoch nicht, eine erfolgversprechende Variante gegen die Berliner Verteidigung der Spanischen Partie zu finden, was sich als mitentscheidend für seine Niederlage erwies.
Bei seiner letzten Turnierteilnahme in Linares 2005 spielte er mit Schwarz gegen Rustam Kasimjanov im Meraner System der Slawischen Verteidigung 1. d2–d4 d7–d5 2. c2–c4 c7–c6 3. Sb1–c3 Sg8–f6 4. e2–e3 e7–e6 5. Sg1–f3 Sb8–d7 6. Lf1–d3 d5xc4 7. Ld3xc4 b7–b5 nach den bekannten Zügen 8. Lc4–d3 Lc8–b7 9. 0–0 a7–a6 10. e3–e4 c6–c5 11. d4–d5 Dd8–c7 12. d5xe6 f7xe6 13. Ld3–c2 c5–c4 14. Sf3–d4 Sd7–c5 15. Lc1–e3 e6–e5 16. Sd4–f3 Lf8–e7 17. Sf3–g5 den neuen Zug 17. … 0–0!, den er zusammen mit seinem Sekundanten Juri Dochojan und mit Unterstützung des Schachprogramms Junior vorbereitet hatte. Im Informator Nr. 93 wurde dieser Zug als beste Neuerung ausgezeichnet.

### Beiträge zur Schachliteratur
Kasparow verfasste zahlreiche Schachbücher. Von 2003 bis 2006 veröffentlichte er eine fünfbändige Buchreihe über die Geschichte der Schachweltmeister vor ihm unter dem Titel My great Predecessors, deren deutsche Übersetzung in sieben Bänden unter dem Titel Meine großen Vorkämpfer erschien. Außerdem verfasste er unter dem Gesamttitel Kasparov on Modern Chess zunächst mit Revolution in the 70s einen Band über die Entwicklung verschiedener Eröffnungssysteme, danach zwei Bände (Kasparov vs Karpov 1975–1985 und Kasparov vs Karpov 1986–1987) über die ersten vier Weltmeisterschaftskämpfe gegen Anatoli Karpow.

### Partiebeispiele
- Lautier – Kasparow, Linares 1994
- Deep Blue – Kasparow, Philadelphia 1996, 1. Wettkampfpartie
- Kasparow – Topalow, Wijk aan Zee 1999

### Liste der Turnierergebnisse (ohne Schnell- und Blitzschach)
| Turnier                                                                     | Ort                  | Ergebnis/Punktezahl | Rang                                                                                            |
| 1975                                                                        | 1975                 | 1975                | 1975                                                                                            |
| --------------------------------------------------------------------------- | -------------------- | ------------------- | ----------------------------------------------------------------------------------------------- |
| UdSSR-Jugendmeisterschaft                                                   | Vilnius              | 5,5/9 (+4 =3 −2)    | 7.–10. Platz                                                                                    |
| 1976                                                                        |                      |                     |                                                                                                 |
| UdSSR-Jugendmeisterschaft                                                   | Tiflis               | 7/9 (+5 =4 −0)      | 1. Platz                                                                                        |
| Regionales Meisterturnier der AsSSR                                         | Baku                 | 6,5/13 (+4 =5 −4)   |                                                                                                 |
| Kadetten-Weltmeisterschaft (heute: U18)                                     | Wattignies           | 6/9 (+5 =2 −2)      | 3.–6. Platz                                                                                     |
| 1977                                                                        |                      |                     |                                                                                                 |
| UdSSR-Jugendmeisterschaft                                                   | Riga                 | 8,5/9               | 1. Platz                                                                                        |
| UdSSR-Jugendspartakiade (Mannschaftsturnier)                                | Leningrad            | 4/7 (+3 =2 −2)      | am 1. Brett für Aserbaidschan                                                                   |
| Kadetten-Weltmeisterschaft (heute: U16)                                     | Cagnes-sur-Mer       | 8,5/11 (+7 =3 −1)   | 3. Platz                                                                                        |
| 1978                                                                        |                      |                     |                                                                                                 |
| Sokolski-Gedenkturnier                                                      | Minsk                | 13/17 (+11 =4 −2)   | 1. Platz                                                                                        |
| Halbfinale (Otborotschnij) zur UdSSR-Meisterschaft                          | Daugavpils           | 9/13 (+6 =6 −1)     | 1. Platz                                                                                        |
| 46. UdSSR-Meisterschaft                                                     | Tiflis               | 8,5/17 (+4 =9 −4)   | 9. Platz                                                                                        |
| 1979                                                                        |                      |                     |                                                                                                 |
| Internationales Turnier                                                     | Banja Luka           | 11,5/15             | 1. Platz                                                                                        |
| UdSSR-Spartakiade (Mannschaftsturnier)                                      | Moskau               | 5,5/8               | am 2. Brett für Aserbaidschan                                                                   |
| 47. UdSSR-Meisterschaft                                                     | Minsk                | 10/17               | 3.–4. Platz                                                                                     |
| 1980                                                                        |                      |                     |                                                                                                 |
| Internationales Turnier                                                     | Baku                 | 11,5/15             | 1. Platz                                                                                        |
| Jugendweltmeisterschaft (heute: U20)                                        | Dortmund             | 10,5/13             | 1. Platz                                                                                        |
| Schacholympiade                                                             | Malta                | 9,5/12              | am 4. Brett für die UdSSR                                                                       |
| Europamannschaftsmeisterschaft                                              | Skara                | 5,5/6               | am 8. Brett für die UdSSR                                                                       |
| 1981                                                                        |                      |                     |                                                                                                 |
| Prawda-Turnier der Nationalmannschaften                                     | Moskau               | 4/6                 | am 1. Brett für die UdSSR-Jugendmannschaft                                                      |
| Internationales Turnier                                                     | Moskau               | 7,5/13              | 2.–3. Platz                                                                                     |
| UdSSR-Spartakiade (Mannschaftsturnier)                                      | Moskau               | 6,5/9               | am 1. Brett für Aserbaidschan                                                                   |
| Jugendmannschaftsweltmeisterschaft (U26)                                    | Graz                 | 9/10                | am 1. Brett für die UdSSR                                                                       |
| Internationales Turnier                                                     | Tilburg              | 5,5/11              | 6.–8. Platz                                                                                     |
| 48. UdSSR-Meisterschaft                                                     | Frunse               | 12,5/17             | 1.–2. Platz                                                                                     |
| 1982                                                                        |                      |                     |                                                                                                 |
| Internationales Turnier                                                     | Bugojno              | 9,5/13              | 1. Platz                                                                                        |
| UdSSR-Meisterschaft für Klubmannschaften                                    | Kislowodsk           | 4/7                 | am 2. Brett für Spartak                                                                         |
| Interzonenturnier der FIDE                                                  | Moskau               | 10/13               | 1. Platz                                                                                        |
| Schacholympiade                                                             | Luzern               | 8,5/11              | am 2. Brett für die UdSSR                                                                       |
| 1983                                                                        |                      |                     |                                                                                                 |
| UdSSR-Spartakiade (Mannschaftsturnier)                                      | Moskau               | 1/2                 | am 1. Brett für Aserbaidschan                                                                   |
| Viertelfinale der Kandidaten: Wettkampf mit Alexander Beliavsky             | Moskau               | 6/9                 | 6:3-Sieg für Kasparow                                                                           |
| Internationales Turnier                                                     | Nikšić               | 11/14               | 1. Platz                                                                                        |
| Halbfinale der Kandidaten: Wettkampf mit Viktor Kortschnoi                  | London               | 7/11                | 7:4-Sieg für Kasparow                                                                           |
| 1984                                                                        |                      |                     |                                                                                                 |
| Finale der Kandidaten: Wettkampf mit Wassili Smyslow                        | Vilnius              | 8,5/13              | 8,5:4,5-Sieg für Kasparow                                                                       |
| Mannschaftsturnier UdSSR gegen den Rest der Welt                            | London               | 2,5/4               | am 2. Brett für die UdSSR (Gegner in allen Partien war Jan Timman)                              |
| Wettkampf um die Weltmeisterschaft gegen Anatoli Karpow                     | Moskau               | 23/48 (+3 =40 −5)   | Wettkampf ergebnislos abgebrochen                                                               |
| 1985                                                                        |                      |                     |                                                                                                 |
| Wettkampf mit Robert Hübner                                                 | Hamburg              | 4,5/6               | 4,5:1,5-Sieg für Kasparow                                                                       |
| Wettkampf mit Ulf Andersson                                                 | Belgrad              | 4/6                 | 4:2-Sieg für Kasparow                                                                           |
| Wettkampf um die Weltmeisterschaft gegen Anatoli Karpow                     | Moskau               | 13/24 (+5 =16 −3)   | 13:11-Sieg für Kasparow                                                                         |
| Wettkampf mit Jan Timman                                                    | Hilversum            | 4/6 (+3 =2 −1)      | 4:2-Sieg für Kasparow                                                                           |
| 1986                                                                        |                      |                     |                                                                                                 |
| Wettkampf mit Tony Miles                                                    | Basel                | 5,5/6 (+5 =1 −0)    | 5,5:0,5-Sieg für Kasparow                                                                       |
| Wettkampf um die Weltmeisterschaft gegen Anatoli Karpow                     | London und Leningrad | 12,5/24 (+5 =15 −4) | 12,5:11,5-Sieg für Kasparow                                                                     |
| Schacholympiade                                                             | Dubai                | 8,5/11              | am 1. Brett für die UdSSR                                                                       |
| Internationales Turnier                                                     | Brüssel              | 7,5/10              | 1. Platz                                                                                        |
| 1987                                                                        |                      |                     |                                                                                                 |
| Internationales Turnier                                                     | Brüssel              | 8,5/11              | 1.–2. Platz                                                                                     |
| Wettkampf um die Weltmeisterschaft gegen Anatoli Karpow                     | Sevilla              | 12/24 (+4 =16 −4)   | 12:12-Unentschieden, womit Kasparow Weltmeister blieb                                           |
| 1988                                                                        |                      |                     |                                                                                                 |
| Internationales Turnier                                                     | Amsterdam            | 9/12                | 1. Platz vor Karpow                                                                             |
| Internationales Turnier                                                     | Belfort              | 11,5/15             | 1. Platz vor Karpow und Jaan Ehlvest                                                            |
| 55. UdSSR-Meisterschaft                                                     | Moskau               | 11,5/17             | 1.–2. Platz                                                                                     |
| Internationales Turnier                                                     | Reykjavík            | 11/15               | 1. Platz                                                                                        |
| Schacholympiade                                                             | Thessaloniki         | 8,5/10              | am 1. Brett für die UdSSR                                                                       |
| 1989                                                                        |                      |                     |                                                                                                 |
| Internationales Turnier                                                     | Barcelona            | 11/16               | 1.–2. Platz                                                                                     |
| Internationales Turnier                                                     | Skellefteå           | 9,5/15              | 1.–2. Platz                                                                                     |
| Internationales Turnier                                                     | Tilburg              | 12/14               | 1. Platz                                                                                        |
| Internationales Turnier                                                     | Belgrad              | 9,5/11              | 1. Platz                                                                                        |
| 1990                                                                        |                      |                     |                                                                                                 |
| Internationales Turnier                                                     | Linares              | 8/11                | 1. Platz                                                                                        |
| Wettkampf mit Lew Psachis                                                   | Murcia               | 5/6 (+4 =2 −0)      | 5:1-Sieg für Kasparow                                                                           |
| Wettkampf um die Weltmeisterschaft gegen Anatoli Karpow                     | New York und Lyon    | 12,5/24 (+4 =17 −3) | 12,5:11,5-Sieg für Kasparow                                                                     |
| 1991                                                                        |                      |                     |                                                                                                 |
| Internationales Turnier                                                     | Linares              | 9/13                | 2. Platz                                                                                        |
| Internationales Turnier                                                     | Amsterdam            | 5,5/9               | 3.–4. Platz                                                                                     |
| Internationales Turnier                                                     | Tilburg              | 10/14               | 1. Platz                                                                                        |
| Internationales Turnier                                                     | Reggio nell’Emilia   | 5,5/9               | 2.–3. Platz                                                                                     |
| 1992                                                                        |                      |                     |                                                                                                 |
| Internationales Turnier                                                     | Linares              | 10/13               | 1. Platz                                                                                        |
| Internationales Turnier                                                     | Dortmund             | 6/9                 | 1.–2. Platz                                                                                     |
| Schacholympiade                                                             | Manila               | 8,5/10 (+7 =3 −0)   | am 1. Brett für Russland                                                                        |
| Europamannschaftsmeisterschaft                                              | Debrecen             | 6/8 (4-0=4)         | am 1. Brett für Russland                                                                        |
| 1993                                                                        |                      |                     |                                                                                                 |
| Internationales Turnier                                                     | Linares              | 10/13               | 1. Platz                                                                                        |
| Endrunde der Französischen Mannschaftsmeisterschaft                         | Auxerre              | 3/4 (2-0=2)         | am 1. Brett                                                                                     |
| Wettkampf um die Weltmeisterschaft (Ausrichter: PCA) gegen Nigel Short      | London               | 12,5/20 (+6 =13 −1) | 12,5:7,5-Sieg für Kasparow                                                                      |
| 1994                                                                        |                      |                     |                                                                                                 |
| Internationales Turnier                                                     | Linares              | 8,5/13              | 2.–3. Platz                                                                                     |
| Internationales Turnier                                                     | Amsterdam            | 4/6                 | 1. Platz                                                                                        |
| Internationales Turnier                                                     | Nowgorod             | 7/10                | 1.–2. Platz                                                                                     |
| Internationales Turnier                                                     | Horgen               | 8,5/11              | 1. Platz                                                                                        |
| Endrunde um den Europacup für Vereinsmannschaften                           | Lyon                 | 1,5/3 (+1 =1 −1)    | am 1. Brett für Bosna Sarajevo                                                                  |
| Schacholympiade                                                             | Moskau               | 6,5/10 (+4 =5 −1)   | am 1. Brett für Russland                                                                        |
| 1995                                                                        |                      |                     |                                                                                                 |
| Tal-Gedenkturnier                                                           | Riga                 | 7,5/10              | 1. Platz                                                                                        |
| Internationales Turnier                                                     | Amsterdam            | 3,5/6               | 1.–2. Platz                                                                                     |
| Internationales Turnier                                                     | Nowgorod             | 6,5/9               | 1. Platz                                                                                        |
| Wettkampf um die Weltmeisterschaft (Ausrichter PCA) gegen Viswanathan Anand | New York             | 10,5/18 (+4 =13 −1) | 10,5:7,5-Sieg für Kasparow                                                                      |
| Internationales Turnier                                                     | Horgen               | 4,5/9               | 5. Platz                                                                                        |
| Endrunde um den Europacup für Vereinsmannschaften                           | Ljubljana            | 1,5/2 (+1 =1 −0)    | am 1. Brett für Bosna Sarajevo                                                                  |
| 1996                                                                        |                      |                     |                                                                                                 |
| Wettkampf mit dem IBM-Computer Deep Blue                                    | Philadelphia         | 4/6 (+3 =2 −1)      | 4:2-Sieg für Kasparow                                                                           |
| Internationales Turnier                                                     | Amsterdam            | 6,5/9               | 1.–2. Platz                                                                                     |
| Internationales Turnier                                                     | Dos Hermanas         | 5,5/9               | 3.–4. Platz                                                                                     |
| Schacholympiade                                                             | Jerewan              | 7/9 (+5 =4 −0)      | am 1. Brett für Russland                                                                        |
| Internationales Turnier                                                     | Las Palmas           | 6,5/10              | 1. Platz                                                                                        |
| 1997                                                                        |                      |                     |                                                                                                 |
| Internationales Turnier                                                     | Linares              | 8,5/11              | 1. Platz                                                                                        |
| Wettkampf mit dem IBM-Computer Deep Blue                                    | New York             | 2,5/6 (+1 =3 −2)    | 3,5:2,5-Sieg für Deep Blue                                                                      |
| Internationales Turnier                                                     | Nowgorod             | 6,5/10              | 1. Platz                                                                                        |
| Internationales Turnier                                                     | Tilburg              | 8/11                | 1. Platz                                                                                        |
| 1998                                                                        |                      |                     |                                                                                                 |
| Internationales Turnier                                                     | Linares              | 7,5/14              | 3.–4. Platz                                                                                     |
| Wettkampf mit Jan Timman                                                    | Prag                 | 4/6                 | 4:2-Sieg für Kasparow                                                                           |
| 1999                                                                        |                      |                     |                                                                                                 |
| Internationales Turnier                                                     | Wijk aan Zee         | 10/13               | 1. Platz                                                                                        |
| Internationales Turnier                                                     | Linares              | 10,5/14             | 1. Platz                                                                                        |
| Internationales Turnier                                                     | Sarajevo             | 7/9                 | 1. Platz                                                                                        |
| 2000                                                                        |                      |                     |                                                                                                 |
| Internationales Turnier                                                     | Wijk aan Zee         | 9,5/13              | 1. Platz                                                                                        |
| Internationales Turnier                                                     | Linares              | 6/10                | 1.–2. Platz                                                                                     |
| Internationales Turnier                                                     | Sarajevo             | 8,5/11              | 1. Platz                                                                                        |
| Wettkampf um die Weltmeisterschaft gegen Wladimir Kramnik                   | London               | 6,5/15 (+0 =13 −2)  | 8,5:6,5-Sieg für Kramnik                                                                        |
| 2001                                                                        |                      |                     |                                                                                                 |
| Internationales Turnier                                                     | Wijk aan Zee         | 9/13                | 1. Platz                                                                                        |
| Internationales Turnier                                                     | Linares              | 7,5/10              | 1. Platz                                                                                        |
| Internationales Turnier                                                     | Astana               | 7/10                | 1. Platz                                                                                        |
| Botwinnik-Gedenkturnier, ausgetragen als Wettkampf mit Wladimir Kramnik     | Moskau               | 2/4 (+0 =4 −0)      | 2:2-Unentschieden nach Turnierpartien, es wurden noch Schnellschach- und Blitzpartien gespielt. |
| 2002                                                                        |                      |                     |                                                                                                 |
| Internationales Turnier                                                     | Linares              | 8/12                | 1. Platz                                                                                        |
| Schacholympiade                                                             | Bled                 | 7,5/9 (+6 =3 −0)    | am 1. Brett für Russland                                                                        |
| 2003                                                                        |                      |                     |                                                                                                 |
| Wettkampf mit dem Computer Deep Junior                                      | New York             | 3/6 (+1 =4 −1)      | 3:3-Unentschieden                                                                               |
| Internationales Turnier                                                     | Linares              | 6,5/12              | 3.–4. Platz                                                                                     |
| Endrunde um den Europacup für Vereinsmannschaften                           | Rethymno             | 4,5/6 (+4 =1 −1)    | am 1. Brett für Ladya Kasan-1000                                                                |
| Wettkampf mit dem Computer Deep Fritz                                       | New York             | 2/4 (+1 =2 −1)      | 2:2-Unentschieden                                                                               |
| 2004                                                                        |                      |                     |                                                                                                 |
| Internationales Turnier                                                     | Linares              | 6,5/12              | 2.–3. Platz                                                                                     |
| Mannschaftsturnier Russland gegen Rest der Welt                             | Moskau               | 3,5/6 (+1 =5 −0)    | am 1. Brett für Russland                                                                        |
| Endrunde um den Europacup für Vereinsmannschaften                           | Izmir                | 3,5/7 (+1 =5 −1)    | am 1. Brett für Max Ven Ekaterinburg                                                            |
| 57. Meisterschaft von Russland                                              | Moskau               | 7,5/10 (+5 =5 −0)   | 1. Platz                                                                                        |
| 2005                                                                        |                      |                     |                                                                                                 |
| Internationales Turnier                                                     | Linares              | 8/12                | 1.–2. Platz                                                                                     |

## Wirtschaftliche Tätigkeit
Kasparow lizenzierte mehrere Schachprogramme verschiedener Firmen, die unter seinem Namen vermarktet wurden:
- Kasparov’s Gambit (1993)
- Virtual Kasparov (2001)
- Kasparov Chessmate (2003)
- Garry Kasparov teaches chess (2005)

1995 gründete er zusammen mit seinem langjährigen Manager Andrew Page und dem früheren Air-Europe-Direktor Peter Smith die Firma Kasparov Consultancy. Schwerpunkt war die Unternehmensberatung von Joint Ventures russischer und anderer europäischer Firmen im Bereich des Luftverkehrs.
Als langjähriger Werbepartner des Zentrums Mikroelektronik Dresden setzte er sich erfolgreich dafür ein, dass die Schacholympiade 2008 in Dresden stattfand.

## Chronologiekritik
Neben der Vorbereitung auf Schachturniere widmete er sich auch schon während seiner aktiven Laufbahn vielen anderen Interessen. Unter anderem interessiert er sich für Geschichte. Nach eigenen Angaben fielen ihm Unstimmigkeiten in der wissenschaftlich akzeptierten Chronologie auf. Er wurde bald ein Anhänger und finanzieller Förderer der in Fachkreisen nicht anerkannten Chronologiekritik Fomenkos und hat dazu auch Aufsätze geschrieben.

## Politisches Engagement

### Demokratisierung
1984 trat Kasparow der Kommunistischen Partei der Sowjetunion bei. Diese verließ er 1990 wieder und beteiligte sich an der Gründung der Demokratischen Partei, deren stellvertretender Vorsitzender er wurde. Ein Jahr später trat er nach Auseinandersetzungen über das Programm auch aus dieser Partei aus.
Im Jahr 1993 war Kasparow an der Gründung der Partei Russlands Wahl beteiligt. Bei den russischen Präsidentschaftswahlen 1996 setzte er sich für die Wiederwahl von Boris Jelzin ein.
Ab 1999 veröffentlichte Kasparow eine Reihe von politischen Kommentaren in US-Zeitungen, so dem The Wall Street Journal, ab 2004 als „contributing editor“ der Zeitung, worin er die amerikanische Politik lobt und die russische Politik kritisiert.
Im Jahr 2006 führte die Internetseite der neokonservativen amerikanischen Organisation Center for Security Policy Kasparow als Mitglied ihres Beirats National Security Advisory Council (NSAC). Anfang April 2007 gab es öffentliche Berichte über diese Mitgliedschaft. Doch im gleichen Monat bezeichnete Kasparow sie als „bürokratisches Kuriosum“ und dementierte, jemals für die Organisation tätig gewesen zu sein. Kurz darauf wurde sein Name von der Mitgliederliste des NSAC entfernt.

### Aktivitäten in Russland und Verhältnis zur russischen Regierung
Nach seinem Rücktritt vom professionellen Schachsport im März 2005 kündigte Kasparow an, seine Zeit nun der Politik und dem Schreiben zu widmen. Er gründete die Vereinigte Bürgerfront und wurde Mitglied beim regierungskritischen Parteienbund Das andere Russland.
Während Wladimir Putins erster Amtszeit als Präsident Russlands engagierte sich Kasparow in der russischen Politik und profilierte sich als Kritiker des russischen Präsidenten. Er wurde Mitbegründer und Vorsitzender des im Januar 2004 gegründeten „Komitees 2008: Freie Wahlen“, das sich zum Ziel gesetzt hatte, eine weitere Amtszeit von Wladimir Putin zu verhindern. Im April 2005 kündigte Kasparow gemeinsam mit dem russischen Duma-Abgeordneten Wladimir Ryschkow die Gründung einer neuen liberalen Partei an. Bei einem öffentlichen Auftritt in Moskau am 17. April 2005 wurde Kasparow ein Schachbrett auf den Kopf geschlagen – ein Mitglied einer Putin nahestehenden Jugendorganisation war damit auf ihn zugetreten, um angeblich ein Autogramm auf diesem Brett zu erbitten. Wladimir Ryschkow trat kurz danach am 23./24. April 2005 dem politischen Rat der sozialdemokratischen Republikanischen Partei (RPR) bei, nicht jedoch Kasparow.
Am 16. Dezember 2006 veranstaltete Kasparow in Moskau eine Demonstration gegen die Putin-Regierung, an der etwa 2.000 Menschen teilnahmen. Wenige Tage zuvor waren im Zusammenhang hiermit die Räume des von Kasparow geleiteten Komitees durchsucht worden. Für kritische Medienberichte in Deutschland hatte zuvor seine Ausladung aus der Talkshow von Sabine Christiansen am 10. Dezember 2006 gesorgt, an der er per Videoschaltung teilnehmen sollte. Kasparow warf der Christiansen-Redaktion vor, man habe ihn auf Druck der russischen Regierung ausgeladen und technische Probleme nur vorgeschoben.
Im April 2007 organisierte Kasparow eine Oppositionskundgebung in Moskau. Auf dem Weg zu dieser nicht genehmigten Kundgebung nahm die Polizei ihn und seine Begleiter fest. Einige Stunden später kam er gegen Bezahlung einer Geldstrafe von 1.000 Rubel (ca. 30 Euro) wieder frei. Der Philosoph André Glucksmann schrieb am 25. April 2007 in Le Figaro, dass „die Seele Europas nicht in ein paar Divisionen, sondern im Anderen Russland und in Garri Kasparow liegt“.
Am 18. Mai 2007 fand im russischen Samara der EU-Russland-Gipfel statt, zu dem auch einige Kritiker, darunter Kasparow, anreisen wollten. Laut eigenen Aussagen hielt man Kasparow am Moskauer Flughafen fest, indem man ihm seinen Pass und das Flugticket abnahm. Er nannte Russland daraufhin einen „Polizeistaat“. Die deutsche Bundeskanzlerin Angela Merkel übte offen Kritik am Vorgehen der russischen Behörden. Der Europäische Gerichtshof für Menschenrechte urteilte im Oktober 2016, das Vorgehen gegen Kasparow sei unrechtmäßig gewesen.
Im Juli 2007 verglich Kasparow in The Wall Street Journal die Regierung Putin mit der Mafia, wie sie in Romanen von Mario Puzo beschrieben wird.
Im September 2007 bezeichnete Kasparow den tschetschenischen Präsidenten Ramsan Kadyrow als „Banditen“, worauf er vom tschetschenischen Parlament wegen Beleidigung verklagt wurde.
Im gleichen Monat gewann Kasparow eine Vorwahl für die Nominierung als Präsidentschaftskandidat des Oppositionsbündnisses Das andere Russland in Moskau gegen Michail Kassjanow und den früheren Zentralbankchef Wiktor Geraschtschenko. Er erhielt im ersten Wahlgang 379 von 498 Stimmen.
Im Oktober 2007 hatte Kasparow mehrere Auftritte bei bekannten Fernsehsendungen in den USA, so dem The Colbert Report, Real Time with Bill Maher und CNN Late Edition.
Am 24. November 2007, eine Woche vor der Parlamentswahl in Russland, wurde Kasparow in Moskau nach einer genehmigten Kundgebung bei einem nicht genehmigtem Protestmarsch verhaftet. Amnesty International bezeichnete ihn als „politischen Gefangenen“ und forderte seine sofortige Freilassung. Nach fünftägiger Haft an einem geheim gehaltenen Ort kam Kasparow wieder frei.
Kasparows Partei galt im Vorfeld der Wahl als unpopulär und chancenlos, weil die Mehrheit der Bevölkerung das wirtschaftsliberale Programm als Rückschritt in Richtung Privatisierungsphase der 1990er Jahre ansah. Am 12. Dezember 2007 gab Kasparow seinen Rücktritt von der Kandidatur bekannt, da er von den Behörden massiv behindert werde.
Am 4. Mai 2012 wurde er zum Vorsitzenden des internationalen Rates der Human Rights Foundation (HRF) gewählt. Die Polizei verhaftete ihn am 17. August 2012 während einer Demonstration gegen die Verurteilung von drei Mitgliedern der Punk-Rock-Gruppe Pussy Riot, zusammen mit rund 60 anderen Demonstranten. Dabei wurde er geschlagen und verletzt. Er wurde zunächst wegen Verstoßes gegen das Demonstrationsrecht angeklagt und am 24. August 2012 freigesprochen.
Anfang Juli 2013 sagte Kasparow, er sei seit Februar 2013 nicht nach Russland zurückgekehrt, weil er befürchtete, dass gegen ihn wegen politischer Proteste ermittelt wird und er an einer Wiederausreise gehindert werden könnte. Im März 2014 wurde seine Webseite wegen „Aufrufs zu illegalen Handlungen“ in Russland gesperrt.
Nach der Ermordung des oppositionellen Politikers Boris Jefimowitsch Nemzow Anfang März 2015 in Moskau gab Kasparow mehrere Interviews und gab als Vorsitzender der HRF vor dem Unterausschuss des Senats der Vereinigten Staaten für Europa und regionale Sicherheitszusammenarbeit eine Stellungnahme mit dem Titel „Russische Aggression in Osteuropa: Wohin geht Putin nach der Ukraine, Georgien und Moldawien als nächstes?“ ab. Kasparow erklärte im August 2015: „Solange Putin im Kreml ist, gibt es keine Chancen für den Frieden, denn der Frieden bedeutet für Putin das Ende seiner Macht.“
Im Mai 2022 wurde Kasparow vom russischen Justizministerium als „ausländischer Agent“ eingestuft.
Im Oktober 2022 sagte Kasparow vor dem Hintergrund der russischen Misserfolge im Krieg in der Ukraine einen Zusammenbruch der unter Wladimir Putins Führung stehenden Russischen Föderation für das Jahr 2023 voraus und erklärte, dass Michail Chodorkowski der Mann der Stunde für die Zeit nach Putin sein werde. Er selbst strebe kein politisches Amt mehr in Russland an, sei aber bereit, Zeit, Energie und Ruf zu investieren, „um Russland zu helfen, als Mitglied der zivilisierten Welt zurückzukehren.“
Im Februar 2023 wurde die von Kasparow mitbegründete Organisation Forum Freies Russland in Russland zur unerwünschten Organisation erklärt und damit verboten.
Im März 2024 wurde Kasparow von der Putin-Administration als Terrorist/Extremist eingestuft.

### Gründung von Solidarnost

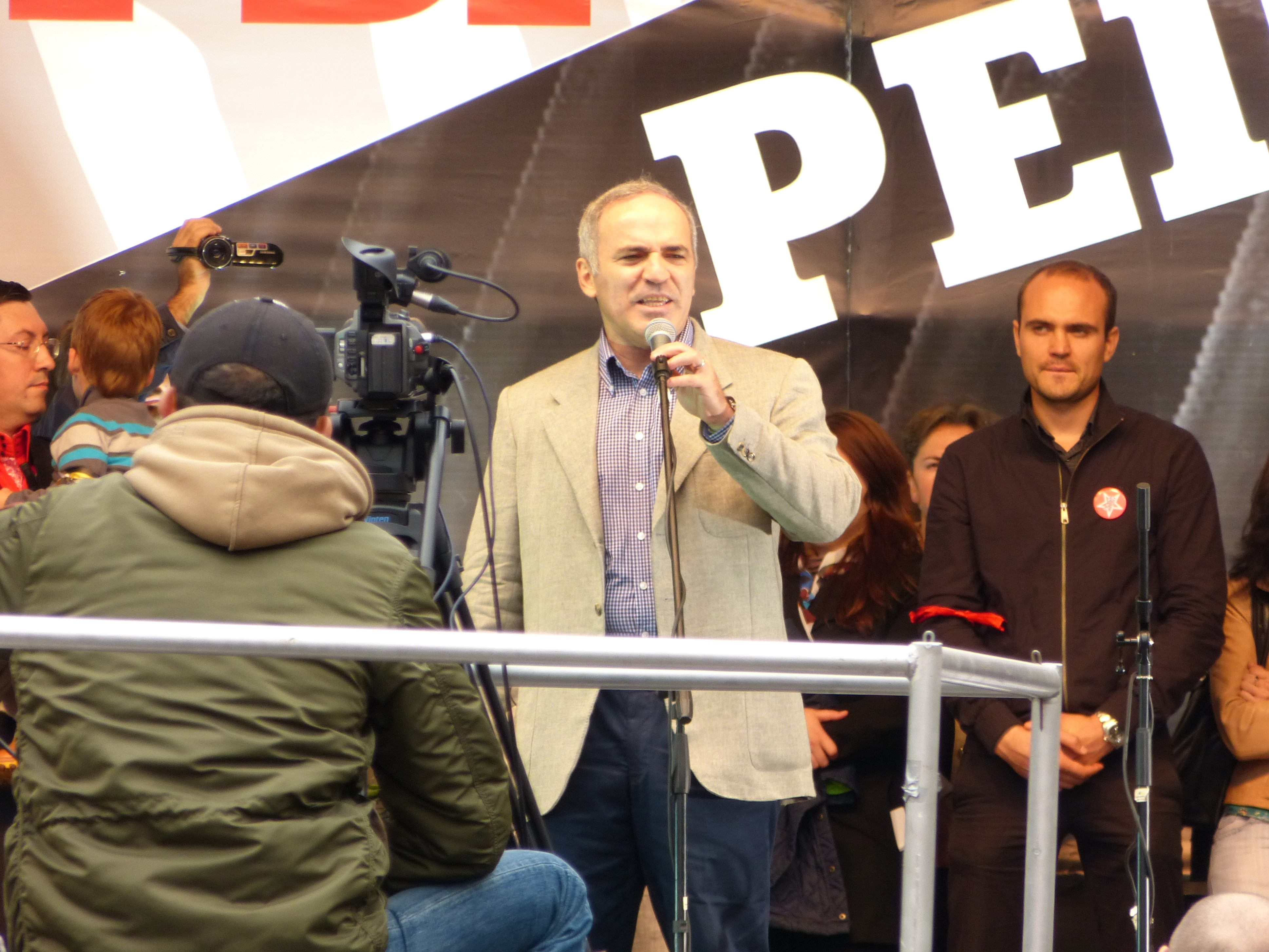
Kundgebung gegen Putin, Moskau 2012

Am 13. Dezember 2008 gründeten Kasparow und Boris Nemzow eine neue Oppositionsbewegung unter dem Namen Solidarnost. An dem Gründungskongress in einem Hotel nahe Moskau nahmen mehr als 150 Delegierte von Organisationen, Bürgerbewegungen und Parteien teil, darunter auch der liberalen Jabloko-Partei.
Kasparow rief dabei die Delegierten auf, das angekratzte Image der russischen Demokratie mit einem gemeinsamen Vorgehen gegen die Kreml-Führung zu retten. Er kritisierte, die politische Führung Moskaus habe „unter dem Mantra liberaler Prinzipien eine vollständige Diktatur geschaffen“.
Russische Medien berichteten im Vorfeld über zahlreiche Störversuche, zum Beispiel eine Demonstration von Mitgliedern einer regierungsfreundlich eingestellten Jugendorganisation.
Vom 31. Mai bis 3. Juni 2012 nahm Kasparow als Vertreter der Vereinigten Bürgerfront an der Bilderberg-Konferenz teil, die in Chantilly (US-Bundesstaat Virginia) stattfand.
Anfang April 2013 trat Kasparow aus dem Vorstand von Solidarnost zurück, blieb aber Mitglied der Organisation. Im November 2013 beantragte Kasparow die lettische Staatsbürgerschaft, da er in Russland politische Verfolgung fürchtete. Im Februar 2014 erhielt Kasparow die kroatische Staatsbürgerschaft.

### Auszeichnungen
Im Jahr 1991 erhielt Kasparow die Auszeichnung Keeper of the Flame Award der neokonservativen amerikanischen Organisation Center for Security Policy für seinen „antikommunistischen Widerstand“ und die „Verbreitung der Demokratie“.
Das Nachrichtenmagazin Time führte Kasparow 2007 in ihrer Liste der 100 einflussreichsten Personen. Der Herausgeber Richard Stengel nannte ihn einen „Helden“, der einen „einsamen Kampf für mehr Demokratie in Russland“ führe.
Am 19. September 2007 wurde Kasparow in Kopenhagen mit dem neu gestifteten und mit 100.000 Kronen dotierten Pundik-Freiheitspreis ausgezeichnet.
Die Zeitschrift Foreign Policy führte ihn im Juli 2008 auf Platz 18 ihrer Liste der World’s Top 20 Public Intellectuals.
Im November 2012 erhielt Kasparow „für sein Engagement für Kinder in der von ihm gegründeten Schach-Stiftung“ die Martin-Buber-Plakette.
Am 5. Juni 2013 wurde Kasparow in Genf für seinen gewaltlosen Einsatz für die Menschenrechte in Russland mit dem Morris B. Abram Human Rights Award der Organisation UN Watch ausgezeichnet.
Im Mai 2023 wurde Kasparow stellvertretend für die demokratische Opposition in Russland, von der Weimer Media Group mit dem Freiheitspreis der Medien ausgezeichnet.

### The Blueprint
Sein zusammen mit Peter Thiel und Max Levchin geschriebenes und 2012 erschienenes Buch The Blueprint diagnostiziert eine Stagnation des technologischen Fortschritts und plädiert für umfassendere Investitionen in Forschung und Entwicklung, um den globalen Wohlstand zu erhöhen.

## Privates
Als Kasparow sieben Jahre alt war, verstarb sein Vater Kim Weinstein. Anschließend legte Kasparow den Familiennamen seines Vaters ab und nahm den Namen seiner Mutter Klara Kasparowa an, da dieser russischer klang.
1990 kam es zu anti-armenischen Pogromen in Kasparows Heimatstadt Baku, bei denen er die Stadt verlassen musste. Er lebte danach vor allem in Russland, gelegentlich besuchte er aber auch Armenien. Seit 2013 hat er seinen Wohnsitz in New York City.
Kasparow hat mindestens vier Kinder und heiratete dreimal. Von 1985 bis 1987 war er mit der 16 Jahre älteren Schauspielerin Marina Nejolowa liiert. 1987 gebar Nejolowa eine Tochter, deren Vaterschaft Kasparow jedoch damals dementierte. Von 1989 bis Juni 1995 war Kasparow mit der Philologin und Dolmetscherin Marija Arapowa verheiratet. Ihre gemeinsame Tochter wurde im April 1993 in Helsinki geboren. Kasparows zweite Ehe, mit Julia Wowk, dauerte von 1996 bis 2005. Ihr gemeinsamer Sohn wurde 1996 geboren. Seit 2005 ist Kasparow mit Darija Tarassowa verheiratet; diese ist nicht mit der gleichnamigen Wushu-Sportlerin zu verwechseln. Eine gemeinsame Tochter wurde im Dezember 2006 geboren. Im Juli 2015 bekam das Paar einen Sohn.

## Trivia
Kasparow ließ sich 1987 drei Tage lang in einer vom Spiegel organisierten Prüfung unterziehen, die u. a. drei Intelligenz- sowie Gedächtnis-, Schach- und weitere kognitive Leistungstests umfasste. In einem vom Psychologen Hans Jürgen Eysenck für diesen Anlass zusammengestellten Intelligenztest erreichte Kasparow 135 Punkte, in Ravens progressiven Matrizentests 123 Punkte. Unterdurchschnittlich schnitt er im Bereich Einfallsreichtum des Berliner Intelligenzstrukturmodells ab.

### Werke
- Von der Zeit geprüft. Partien bis zur Weltmeisterschaft 1984/85. Rau, Düsseldorf 1986, ISBN 3-7919-0251-2.
- Politische Partie. Droemer Knaur, München 1987, ISBN 3-426-26314-9.
- Schach als Kampf. Meine Spiele und mein Weg. Aktualisierte Ausgabe. Falken-Verlag, Niedernhausen 1989, ISBN 3-8068-0729-9.
- Ich setze auf Sieg. Rau, Düsseldorf 1989, ISBN 3-7919-0266-0.
- Ich gewinne immer. Weltmeisterschaft 1990. Rau, Düsseldorf 1991, ISBN 3-7919-0442-6.
- Gewinnen beim Schach in 24 Lektionen. 3. Auflage. Rau, Düsseldorf 1992, ISBN 3-7919-0265-2.
- mit Dmitri Plisetski: My Great Predecessors, Part I-V (englisch), London 2003–2006 (über die Schachweltmeister von Steinitz bis Karpow).
- Schachmatt! Mein erstes Schachbuch. Edition Olms, Zürich, ISBN 3-283-00388-2.
- Meine großen Vorkämpfer – Die bedeutendsten Partien der Schachweltmeister, Band 1–7, Verlag „Edition Olms“, Zürich.
- Garry Kasparov on Modern Chess: Revolution in the 70's. Everyman, London 2007, ISBN 978-1-85744-422-3.
- Garry Kasparov on Modern Chess, Part 2: Kasparov vs. Karpov 1975–1985. Everyman, London 2008, ISBN 978-1-85744-433-9.
- Garry Kasparov on Garry Kasparov, Part 1: 1973–1985. Everyman, London 2011. ISBN 978-1-85744-672-2.
- Garry Kasparov on Garry Kasparov, Part 2: 1985–1993. Everyman, London 2013. ISBN 978-1-78194-024-2.
- Garry Kasparov on Garry Kasparov, Part 3: 1993–2005. Everyman, London 2015. ISBN 978-1-78194-183-6.
- Garri Kasparow: Strategie und die Kunst zu leben. Piper, München 2007, ISBN 978-3-492-04785-2.
- Russland nach Anna Politkowskaja. Passagen Verlag, Wien 2007, ISBN 978-3-85165-811-8.
- Winter is coming. Why Vladimir Putin and the enemies of the Free World must be stopped. Atlantic Books, London 2015. ISBN 978-1-78239-786-1.
- Warum wir Putin stoppen müssen. Die Zerstörung der Demokratie in Russland und die Folgen für den Westen, DVA, München 2015, ISBN 978-3-421-04727-4.
- Deep Thinking: Where Machine Intelligence Ends and Human Creativity Begins. Public Affairs, New York 2017. ISBN 978-1-61039-786-5.

### Weitere Publikationen
- Garri Kasparow: Schach oder Maschine. Das königliche Spiel zwischen Kreativität und programmierter Intelligenz. In: Lettre International Nr. 91, Winter 2010, S. 90–93.

### Sekundärliteratur
- Tibor Károlyi, Nick Aplin: Kasparov: How His Predecessors Misled Him About Chess. Batsford, London 2009, ISBN 978-1-906388-26-3.
- Tibor Károlyi, Nick Aplin: Kasparov’s Fighting Chess 1999–2005. Batsford, London 2006, ISBN 978-0-7134-8984-2.
- Tibor Károlyi, Nick Aplin:  Kasparov’s Fighting Chess 1993–1998. Batsford, London 2003, ISBN 978-0-7134-8994-1.
- Igor Štohl: Garri Kasparows beste Schachpartien. 2 Bände. Gambit Publications, London 2006.
- Robert Hübner: Kasparows neuester Beitrag zur Schachgeschichte. Zeitschrift Schach 2003/Heft 11, S. 24–35 und Schach 2003/Heft 12, S. 34–48 (Hier setzt Hübner sich mit Kasparows My Great Predecessors (Part I) kritisch auseinander).
- Alexander Nikitin: Mit Kasparow zum Schachgipfel. Sportverlag, Berlin 1991. ISBN 3-328-00394-0.

## Verfilmungen
- Game Over: Kasparov and the Machine, Filmdokumentation (2003)
- Garri Kasparow - Rebell und König des Schachspiels. 54-minütige Filmdokumentation von Tancrède Bonora und Laurent Follea (Frankreich 2022).
- Rematch, Miniserie (2024)